# 魏家窝铺遗址
魏家窝铺遗址位于内蒙古自治区赤峰市红山区文钟镇魏家窝铺村东北约2公里处的丘陵台地上，是一处新石器时代遗址，2013年被列为第七批全国重点文物保护单位。
魏家窝铺遗址于2008年5月第三次全国文物普查中被发现，2008年内蒙古自治区文物考古研究所对该遗址进行了复查和全面勘探，2009年、2010年内蒙古自治区文物考古研究所与吉林大学边疆考古研究中心组成联合考古队对该遗址进行了两次考古发掘。考古发掘表明，魏家窝铺遗址是内蒙古目前发现的规模较大、保存最完整、发掘面积最大的红山文化时期的聚落遗址。